# Хемендлемсар
Хемендлемсар (перс. همندلمسار‎) — село на севере Ирана, в остане Тегеран. Входит в состав шахрестана Демавенд. Является частью дехестана (сельского округа) Джемабруд бахша Меркези.

## География
Село находится в восточной части остана, к югу от автодороги 79, на расстоянии приблизительно 12 километров (по прямой) к востоко-юго-востоку от города Демавенд, административного центра шахрестана. Абсолютная высота — 2050 метров над уровнем моря.

## Население
По данным переписи 2006 года население села составляло 11 человек (6 мужчин и 5 женщин). В Хемендлемсаре насчитывалось 5 домохозяйств. Всё население было неграмотным.
В 2016 году постоянное население в селе отсутствовало.